# Nová řeka
Nová řeka je umělý vodní kanál, který spojuje řeku Lužnici s řekou Nežárkou a slouží k regulaci přítoku vody z Lužnice do rybníka Rožmberka; má délku 13,46 km, šířku až 20 m, sklon 0,9 promile. Plocha povodí měří 74,1 km².

## Průběh toku
Nachází se v prostoru jihozápadně od Jindřichova Hradce; začíná jihovýchodně před Třeboní. Zde se Lužnice, pod obcí Majdalena, u samoty „U Soukupů“ (na říčním km 108,8) na rozvodí dělí na Starou (původní) řeku a kanál – Novou řeku. Ta směřuje severně a asi 4 km západně od Stráže nad Nežárkou - nad Jemčinou u samoty „U Lapiců“ se vlévá do Nežárky (říč. km  25,1) a ta se pak ve Veselí nad Lužnicí spojí opět s Lužnicí (která jako „Stará řeka“ protekla chráněnou krajinou kolem usedlosti „Holičky“ a obce Stará Hlína, rybníkem Rožmberk a pak pokračovala severně). Poslední kilometry (přibližně od silnice I/34) tvoří koryto původního potoka, do kterého byl kanál sveden.

## Větší přítoky
- pravé – Stavišťský potok, Stříbřecký potok

## Vodní režim
Hlásný profil:
| místo | říční km | plocha povodí | průměrný průtok (Qa) | stoletá voda (Q100) |
| ----- | -------- | ------------- | -------------------- | ------------------- |
| Mláka | 2,30     | 64,70 km²     | 5,75 m³/s            | 113 m³/s            |

## Historie
Kanál byl vybudován v letech 1585–1587 (dokončovací práce skončily až o tři roky později, ale ty už neprováděl Krčín); je dílem správce rožmberského panství Jakuba Krčína z Jelčan; jeho účelem bylo zejména při velkých průtocích vody regulovat a odvádět část vody z Lužnice jinam, aby nedošlo k přetížení velké hráze nově budovaného rybníka Rožmberka. Příležitostně sloužila i k plavení dřeva. Protože pravidelné jarní a podzimní povodně nepřicházely na Lužnici a Nežárce současně, rozhodl se část povodňových vod převést do dočasně klidné Nežárky. Plně se zde prokázaly Krčínovy zkušenosti, protože trasa Nové řeky nebyla po celou dobu existence upravována. Zároveň kanál začal plnit funkci napájení rybníků podél jeho toku (např. velké rybníky Nový Vdovec, Ženich a Vyšehrad).

## Současnost

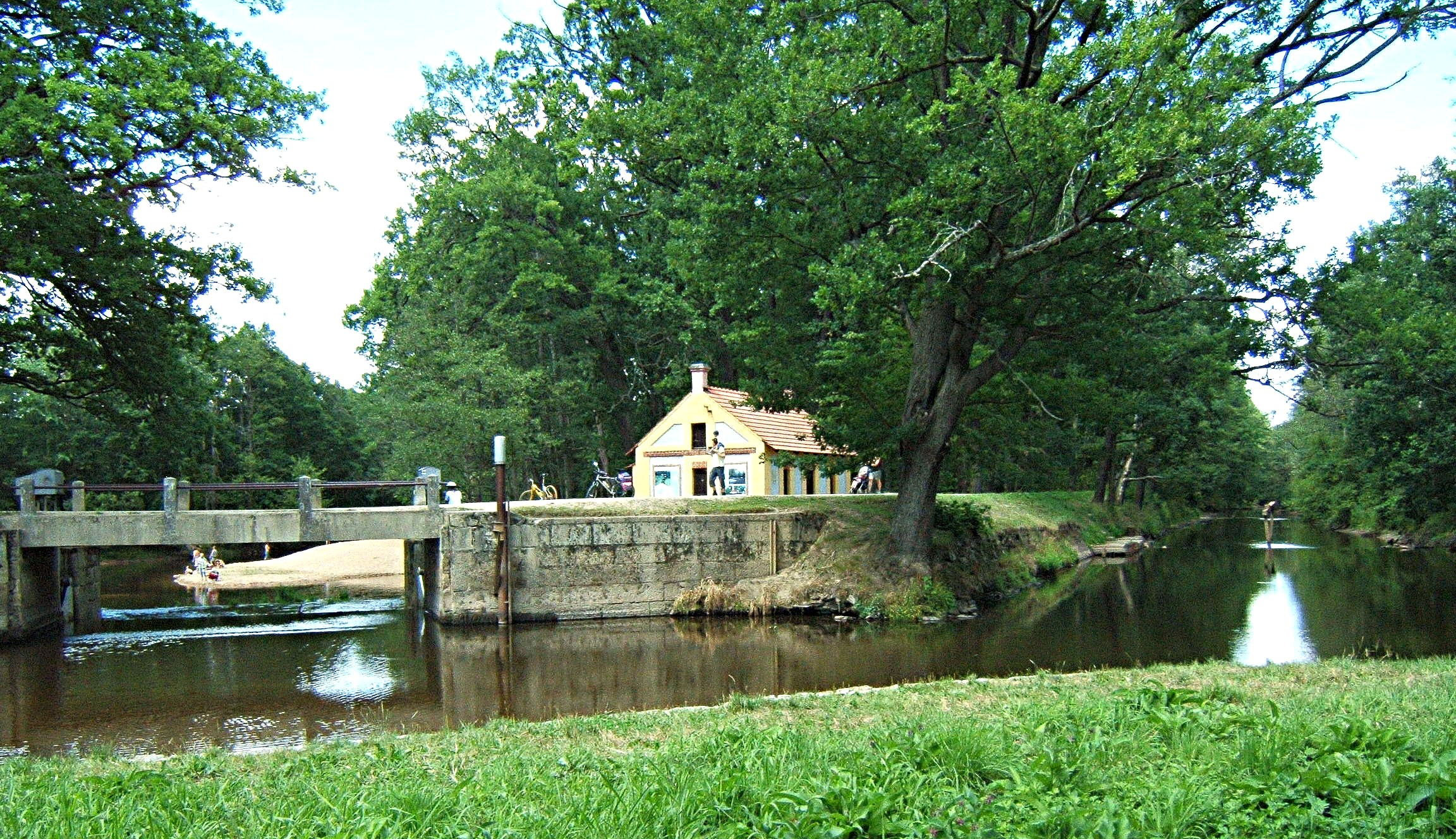
Rozvodí – vlevo splav do Staré řeky, vpravo Nová řeka, zcela zprava přitéká Lužnice, 8. 7. 2007 nízký stav vody

Nová řeka je rezervací Novořecké močály, zpočátku má mírný proud a přehledné širší koryto, má lučinaté břehy s občasným listnatým lesem. Pod Mlákou se okolní rovina v krátkém úseku změní na úzké údolí se strmějšími břehy a také má občasné krátké peřeje, ale brzy je řeka opět ve znamení stojaté vody. Celé koryto během staletí splynulo s přírodou. Řeka je také hodně využívaná vodáky. Význam tohoto díla ze 16. století se už mnohokrát až do současnosti potvrdil, zejména při mnoha velkých povodních (např. r. 1829, 1890, 2002, 2006).
Nedaleko Leštiny, u Stříbřeckého mostu je na levém břehu Nové řeky, u památného dubu, pomník Emy Destinnové z roku 1930. Na pomníku čteme vlastní text Emy Destinnové: Žijící, jež smíte dosud všechny tyto krásy zřít, vzpomeňte si při přeletu sněhobílých racků samot duše mé, jež dozajista vtělena do některého z nich, znovu vždy se vrací v místa štěstí mého zašlého. Vedle pomníku stojí památný strom – dub letní starý 350 let o obvodu kmene téměř 5,9 a výšky 22 metrů.